# Дуїліо Давіно
Дуїліо Давіно (ісп. Duilio Davino, нар. 21 березня 1976, Леон) — мексиканський футболіст, що грав на позиції захисника.
Виступав, зокрема, за клуб «Америка», а також національну збірну Мексики. Учасник чемпіонату світу 1998 року і Олімпійських ігор 1996 року у Атланті. Також по два рази брав участь у Кубку Америки, Золотому кубку КОНКАКАФ та Кубку конфедерацій

## Клубна кар'єра
Давіно почав свою кар'єру в 1993 році у складі «Естудіантес Текос». У перших двох сезонах, він зіграв лише два матчі, а сезоні 1995/96 завоював місце в основному складі. У складі «Текос» Дуїліо провів 69 матчів і забив 3 м'ячі.
У 1997 році він перейшов до «Америки», де одразу ж став футболістом основного складу. Разом з командою він в 2000 і 2002 році доходив до півфіналу Кубка Лібертадорес. У тому ж 2002 і 2005 роках Давіно у складі «Америки» вигравав чемпіонат Мексики, а також Суперкубок країни. У 2006 році Дуїліо став володарем Кубка чемпіонів КОНКАКАФ. У складі «Америки» Давіно провів більше 300 матчів і є однією з легенд клубу.
У 2008 році Давіно вирішив спробувати свої сили в іншому чемпіонаті і підписав контракт з клубом MLS, «Далласом», але вже в кінці сезону він залишився без клубу. На початку 2009 року Дуїліо повернувся до Мексики, прийнявши запрошення «Пуебли». 25 січня 2009 року в матчі проти «Некакси» він дебютував за новий клуб. 12 квітня, в матчі проти «УНАМ Пумас», захисник забив свій перший і єдиний гол за клуб.
Влітку того ж року Давіно перейшов в «Монтеррей», де незважаючи на вік одразу став основним футболістом. 26 липня в матчі проти «Індіос» він дебютував за команду. За два роки в складі «смугастих» він провів 66 матчів і двічі виграв Апуертуру в 2009 і 2010 роках.
Завершив професійну ігрову кар'єру у клубі «Естудіантес Текос», у складі якого вже виступав раніше. Прийшов до команди влітку 2011 року і захищав її кольори до припинення виступів на професійному рівні у 2012 році.

## Виступи за збірні
1993 року залучався до складу молодіжної збірної Мексики.
1996 року дебютував в офіційних матчах у складі національної збірної Мексики. У тому ж році в складі олімпійської збірної Мексики Дуїліо взяв участь у Олімпійських іграх у Атланті. На турнірі він зіграв у матчах проти команд Італії, Південної Кореї, Гани та Нігерії. У тому ж році Давіно виграв свій перший трофей зі збірною ставши переможцем Золотого кубка КОНКАКАФ у США. На турнірі він зіграв у матчах проти Сент-Вінсенту і Гренадин, Бразилії і двічі Гватемали.
У 1997 році Давіно був учасником розіграшу Кубка конфедерацій 1997 року у Саудівській Аравії, та Кубка Америки 1997 року у Болівії, на якому команда здобула бронзові нагороди, а у наступному році у складі національної збірної поїхав на чемпіонат світу у Францію. На турнірі він зіграв у матчах проти команд Бельгії, Південної Кореї, Нідерландів і Німеччини. У тому ж році Дуїліо вдруге виграв Золотий кубок КОНКАКАФ. На турнірі він взяв участь в матчах проти збірних Тринідаду і Тобаго, Гондурасу, Ямайки та США.
У 2001 році Давіно взяв участь у Кубку Конфедерацій в Японії і Південній Кореї. На турнірі він зіграв у матчах проти Австралії, Франції та Південної Кореї. У 2004 році Дуїліо вдруге взяв участь у Кубку Америки у Перу. На турнірі він зіграв у матчах проти Аргентини, Еквадору, Уругваю та Бразилії.
Протягом кар'єри у національній команді, яка тривала 11 років, провів у формі головної команди країни 85 матчів, забивши 3 голи.

## Після ігрової кар'єри
Після завершення кар'єри футболіста в 2012 році став спортивним директором «Монтеррея». З 2016 року — президент клубу.

## Титули і досягнення
- Срібний призер Ігор Центральної Америки та Карибського басейну: 1993
- Переможець Золотого кубка КОНКАКАФ: 1996, 1998
- Бронзовий призер Кубка Америки: 1997
- Чемпіон Мексики (2):

«Америка»: Верано 2002, Клаусура 2005
- Володар Суперкубка Мексики (1):

«Америка»: 2005
- Володар Кубка чемпіонів КОНКАКАФ (1):

«Америка»: 2006

## Особисте життя
Він син колишнього аргентинського футболіста Хорхе Давіно та має брата Флавіо Давіно, який теж був футболістом і грав на позиції захисника і пішов у відставку з футболу в 2006 році. У Дуліо також був інший брат Хорхе Давіно, який загинув під час автокатастрофи, і Дуїліо казав, що Хорхе мав більше потенційних можливостей, ніж його два брати.